# Chính trị gia (phim truyền hình)
Chính trị gia (tên gốc tiếng Anh: The Politician) là một loạt phim hài chính kịch được phát trên nền tảng số được tạo bởi Ryan Murphy, Brad Falchuk, và Ian Brennan và được phát hành trên Netflix. Bộ ba cũng đóng vai trò là nhà sản xuất điều hành với Alexis Martin Woodall, Ben Platt, và Gwyneth Paltrow. Loạt phim tập trung vào câu chuyện về Payton Hobart (Platt), một người giàu có ở Santa Barbaran, và mỗi mùa sẽ xoay quanh một vấn đề về chính trị khác nhau mà nhân vật của anh ta tham gia.
Phần đầu tiên được phát hành trên Netflix vào ngày 27 tháng 9 năm 2019. Series có sự tham gia của các diễn viên đình đám như: Zoey Deutch, Ben Platt, Gwyneth Paltrow, Jessica Lange, Lucy Boynton, Bob Balaban, Laura Dreyfuss, David Corenswet, Julia Schlaepfer, Theo Germaine, Rahne Jones, và Benjamin Barrett. Mùa thứ hai được bắt đầu sản xuất vào tháng 11 năm 2019.

## Sơ lược
Mùa đầu tiên lấy bối cảnh tại trường trung học giả tưởng Saint Sebastian ở Santa Barbara, California. Payton Hobart đang tranh cử chủ tịch hội sinh viên chống lại River Barkley nổi tiếng và thể thao. Payton, dưới sự chỉ đạo của những người bạn đầy tham vọng McAfee Westbrook, James Sullivan và Alice Charles, đã chọn Infinity Jackson, một bệnh nhân ung thư và là nạn nhân của Munchausen do rối loạn Proxy, làm phó chủ tịch. Trong khi đó, River, dưới sự chỉ đạo của bạn gái Astrid Sloan, đã chọn Skye Leighton, một người đồng tính nữ là bạn cùng lớp làm phó chủ tịch.

## Diễn viên và nhân vật

### Chính
- Ben Platt với tên Payton Hobart, một sinh viên đầy tham vọng ứng cử vào Chủ tịch Hội sinh viên tại St. Sebastian
- Zoey Deutch [3] trong vai Infinity Jackson, bạn đời của Payton, người tin rằng cô ấy bị ung thư
- Lucy Boynton [3] trong vai Astrid Sloan, đối thủ của Payton và bạn gái của River
- Bob Balaban [3] trong vai Keaton Hobart, cha nuôi của Payton
- David Corenswet [3] trong vai River Barkley, đối thủ của Payton cho Chủ tịch Hội sinh viên và bạn trai cũ
- Julia Schlaepfer [3] trong vai Alice Charles, bạn gái của Payton
- Laura Dreyfuss [3] với tư cách là McAfee Westbrook, người quản lý và cố vấn chiến dịch của Payton
- Theo Germaine [3] trong vai James Sullivan, người quản lý và cố vấn chiến dịch của Payton
- Rahne Jones [3] trong vai Skye Leighton, người bạn đời của River
- Benjamin Barrett [3] trong vai Ricardo, bạn trai lờ mờ của Infinity
- Jessica Lange [3] trong vai Dusty Jackson, bà ngoại của Infinity và người chăm sóc chính
- Gwyneth Paltrow [3] trong vai Georgina Hobart, mẹ nuôi của Payton

### Định kỳ
- Ryan J. Haddad trong vai Andrew Cashman, một học sinh bị bại não tại St. Sebastian
- Kobi Kumi-Diaka trong vai Pierre, sinh viên Haiti duy nhất học tại St. Sebastian
- Trevor Mahlon Eason trong vai Martin Hobart, một trong những anh em của Payton
- Trey Eason trong vai Luther Hobart, một trong những anh em của Payton
- Natasha Ofili là Hiệu trưởng Vaughn, Hiệu trưởng tại St. Sebastian, người bị điếc đăng ký
- Martina Navratilova với vai Brigitte, một huấn luyện viên ngựa cũng là người yêu của Georgina
- Dylan McDermott với tên Theo Sloan, cha của Astrid [4]
- Jones tháng 1 với tư cách là Lisbeth Sloan, mẹ của Astrid [4]

### Khách mời
- Jordan Nichole Wall trong vai Ivy, cô gái mắc hội chứng Down trên xe buýt của trường
- Rick Holmes với tư cách là Cooper
- B.K. Pháo như Kris
- Eric Nenninger với tư cách là thám tử
- Russell Posner trong vai Elliot Beachman, "Người bỏ phiếu"
- Terry Sweeney với tư cách là Buddy Broidy
- Judith Light [3] trong vai Dede Standish, Lãnh đạo đa số Thượng viện bang New York
- Sam Jaeger với tư cách là Tino, Thượng nghị sĩ cơ sở từ Texas
- Joe Morton trong vai Marcus, chồng của Dede
- Teddy Sears trong vai William, người thứ ba trong bộ ba của Dede và Marcus
- Jackie Hoffman trong vai Sherry Dougal, nhân viên tiếp tân tại văn phòng chiến dịch của Dede Standish
- Bette Midler [3] với tư cách là Hadassah Gold, Tham mưu trưởng của Dede

## Các tập phim

### Mùa 1
Năm phát hành: 2019 

Cậu nhóc nhà giàu Payton luôn biết mình sẽ trở thành tổng thống. Nhưng trước hết, cậu phải trải qua môi trường chính trị với nhiều sự lọc lừa nhất: trường trung học.

#### 1. Tập thử nghiệm (62 phút)
Sau khi một ứng viên giàu sức hút tham gia cuộc đua giành chức chủ tịch hội học sinh, Payton tìm kiếm một người đồng tranh cử để giúp cậu ta có vẻ chân thực hơn.

#### 2. Tủ Harington (47 phút)
Lo ngại về lựa chọn vị trí phó chủ tịch hội học sinh của Payton ngày càng tăng. Payton rơi vào một cuộc khủng hoảng gia đình, khuấy lên những oán hận sôi sục từ lâu.

#### 3. Bất ngờ tháng Mười (43 phút)
Trong khi Payton chơi rắn với việc vào Harvard; những sự phản bội đầy bất ngờ và 1 đoạn băng tai tiếng đã đưa cuộc bầu cử lên một mức độ tàn nhẫn mới.

#### 4. Cô gái mất tích (43 phút)
Chỉ vài ngày nữa là đến cuộc bầu cử. Payton đối mặt với câu hỏi hóc búa: cậu sẵn sàng đi xa đến đâu để đánh bại đối thủ?

#### 5. Cử tri (28 phút)
Payton nỗ lực suốt 11 tiếng để giữ chân những cử tri chưa đưa ra quyết định, trong đó có một học sinh có tâm tư khác ngoài chính trị.

#### 6. Vụ ám sát Payton Hobart (56 phút)
Sau một sự kiện động trời vào hôm bầu cử, Payton phải đối mặt với sự thật phũ phàng về tham vọng của mình. Cậu liên hệ với một đồng minh cũ – và trở thành mục tiêu.

#### 7. Vụ ám sát Payton Hobart: Phần 2 (40 phút)
Payton đối mặt với giờ phút đen tối nhất cuộc đời và buộc phải đấu tranh sinh tồn trước những vi phạm bị tiết lộ, những cú đâm sau lưng và những lời thú nhận diễn ra.

#### 8. Vienna (57 phút)
Sau khi thấu đáo, Payton đánh giá lại cuộc sống của mình. Khi một cánh cửa cơ hội mở ra, cậu phải đối mặt với quyết định lớn về khát vọng chính trị của mình.